# Vol de nuit
Pour les articles homonymes, voir Vol de nuit (homonymie).
Vol de nuit est un roman d'Antoine de Saint-Exupéry, paru le 19 septembre 1931 aux éditions Gallimard, avec une préface d'André Gide. Le roman obtient la même année le prix Femina (1931). Il est l'un des premiers romans à être réédité en format de poche en 1953, dans la collection Le Livre de poche, où il porte le n°3. 

## Résumé
L'action de ce roman se situe à Buenos Aires, en Argentine, à l'époque des débuts de  l'aviation commerciale. Saint-Exupéry, qui fut en 1929 directeur de l'Aeroposta Argentina, raconte la vie menée par le chef d'une compagnie aéropostale, Rivière, et par son équipe de pilotes. Le principal but que s'est fixé Rivière, le personnage central du roman, est de prouver que l'avion est un moyen de transport plus rapide que le train pour acheminer le courrier, à condition d'imposer aux pilotes les vols de nuit, extrêmement dangereux, qui permettent de ne pas perdre le temps gagné le jour. Fabien, un de ces pilotes, ramène de l'extrême Sud vers Buenos Aires le courrier de Patagonie, mais pris dans une tempête, il ne parviendra pas à rejoindre son port d'attache. Il se sera sacrifié, comme tant d'autres, pour que l'entreprise de Rivière réussisse.
À terre, Rivière apprend à ses hommes à ne pas avoir peur de la mort et à rester fidèles à la mission qui leur a été confiée. Ils doivent agir « comme si quelque chose dépassait, en valeur, la vie humaine » : le courrier est sacré, il est indispensable qu'il arrive à destination chaque jour à la même heure. Les pilotes en sont responsables, ils le savent, et c'est là leur raison de vivre. Impitoyable, Rivière dénonce les faiblesses et sanctionne les défaillances. Il lui est « indifférent de paraître juste ou injuste ». Il renvoie tel mécanicien dès qu'il a commis une erreur dans le montage d'un moteur malgré ses vingt ans de service, humilie tel pilote qui a manqué d'audace, punit tel chef d'aéroplace pour n'avoir pas observé les instructions. Quand la femme de Fabien viendra le trouver pour avoir des nouvelles de son mari, il ne lui dira rien et elle comprendra que, pour elle, l'attente est finie. Rivière pense alors que la vérité de l'amour et la vérité du devoir sont contradictoires et pourtant aussi valables l'une que l'autre !

## Analyses
(avril 2020).
- Si vous ne connaissez pas le sujet, laissez ce bandeau (vous pouvez alors contacter les auteurs).
- Si vous supprimez le contenu mis en cause (vous pouvez préalablement contacter les auteurs),

argumentez précisément cette suppression dans la page de discussion
(un manque de référence n'est pas un argument ; une recherche réelle de référence doit avoir été effectuée, être formellement documentée).
Pour composer le personnage de Rivière, Saint-Exupéry s'est inspiré de Didier Daurat, à qui le livre est dédié.
Le livre, à sa sortie, fut préfacé par André Gide et connut un succès considérable. La vente de Vol de nuit est estimée à 6 millions d’exemplaires dans le monde[réf. nécessaire]. 
Les jurées du prix Femina décernèrent leur prix en 1931 à cette œuvre.

## Éditions
- Vol de Nuit, édition critique par Monique Gosselin-Noat, coll. « Texte littéraires français », Genève, Droz, 2017
- Vol de nuit, dossier réalisé par Lucien Giraudo, lecture d'image par Isabelle Varloteaux, coll. « Folioplus classiques : 20e siècle n° 114, 158 p., Gallimard, 2007  (ISBN 978-2-07-034628-8)

## Adaptations

### Au cinéma
- 1933 : Vol de nuit (Night Flight), film américain réalisé par Clarence Brown, avec John Barrymore, Helen Hayes et Clark Gable

### En bande dessinée
- Vol de nuit, bande dessinée de Bernard Puchulu, publiée chez Futuropolis en 2011.

### À l'opéra
- Volo di notte, opéra de Luigi Dallapiccola créé en 1940.

### Dans la musique
- Voler de nuit, Liberté Chérie, Calogero, 2017.